# Nemosinga atra
Nemosinga atra är en spindelart som beskrevs av Lodovico di Caporiacco 1947. Nemosinga atra ingår i släktet Nemosinga och familjen hjulspindlar.
Artens utbredningsområde är Tanzania. Utöver nominatformen finns också underarten N. a. bimaculata.